# Burg Eselsburg
Die Burg Eselsburg ist ein Burgstall oberhalb des Herbrechtinger Stadtteils Eselsburg im Landkreis Heidenheim in Baden-Württemberg.

## Geografische Lage
Die abgegangene Spornburg liegt etwa 50 Höhenmeter über dem Talboden des Eselsburger Tals und dem gleichnamigen Dorf. Die Kernburg lag auf dem – aus der Talkante vorspringenden – Burgfelsen (521 Meter über Normalnull) und wird durch einen bogenförmigen Halsgraben vom Hinterland abgeschnitten.

## Geschichte

Wappen der Herren von Eselsburg nach Gustav Adelbert Seyler (1911)

Die Eselsburg entstand um 1200 als Sitz einer Ministerialenfamilie der Grafen von Dillingen. Möglicherweise wurde hierzu ein älterer Burgplatz wiederverwendet. 1244 erscheint ein Gerwig (Gerwicus) von Eselsburg in einer Urkunde. Ein Rudolf von Eselsburg diente 1270 dem Grafen Ulrich II. von Helfenstein. 1284 trat erneut ein Gerwig als Dienstmann des Bischofs von Augsburg auf. 1343 verkauften die Eselsburger ihre Burg und ihre Güter in Herbrechtingen.
1385 gelangte Wilhelm von Riedheim in den Besitz der Anlage. 1414 erwarb Heinrich von Bopfingen die Herrschaft, die um 1441 Reichslehen wurde. 1444 verkaufte Rudolf von Bopfingen seine Burghälfte an Heinrich Krafft aus Ulm, der ein Jahr später auch die andere Hälfte von Sigmund von Eselsburg erwarb. 1453 entließ der Kaiser die Veste aus seiner Lehenshoheit.
1462 wurde die Burg im Reichskrieg gegen das Herzogtum Bayern niedergebrannt und kam um 1479 an Eitelhans von Knöringen. 1503 saßen die Herren von Eben auf der Eselsburg. Christoph Friedrich von Eben verkaufte den Besitz schließlich 1562 an seinen Schwager Ulrich von Rechberg zu Falkenstein. Nach der erneuten Veräußerung an Württemberg wurde der Ansitz ab 1593 geräumt und begann zu zerfallen. Bereits 1690 ist die Burg „abgangen und gänzlich eingefallen“.

## Beschreibung
Von der hochmittelalterlichen Ministerialenburg haben sich nur der Halsgraben, Geländespuren und geringe Mauerreste erhalten.
Der Graben wurde aus dem Fels geschlagen und ist etwa fünf Meter tief und vier bis fünf Meter breit. Zusätzlich schützte eine dreieckige Vorburg die Veste. Der winkelförmige Wallgraben lässt sich noch weitgehend im Gelände verfolgen, der südliche Abschnitt ist jedoch verfüllt.
Die geringen Reste der rechteckigen Kernburg (ca. 23 mal 30 Meter) bestehen aus hochmittelalterlichen Kleinquadern und Bruchsteinen. Hier standen nach der „Renlinschen Forstkarte“ (Germanisches Nationalmuseum Nürnberg) von 1591 zwei Burghäuser mit Satteldächern und ein Turm, der von einem Helm bekrönt wurde. Zwischen den beiden Flügeln im Westen und Osten lag der kleine Burghof. Ein Mauerrest vor dem Ostbau könnte zu einer Zwingermauer gehören, zwischen dieser Mauer und dem Halsgraben verläuft eine flache Mulde.

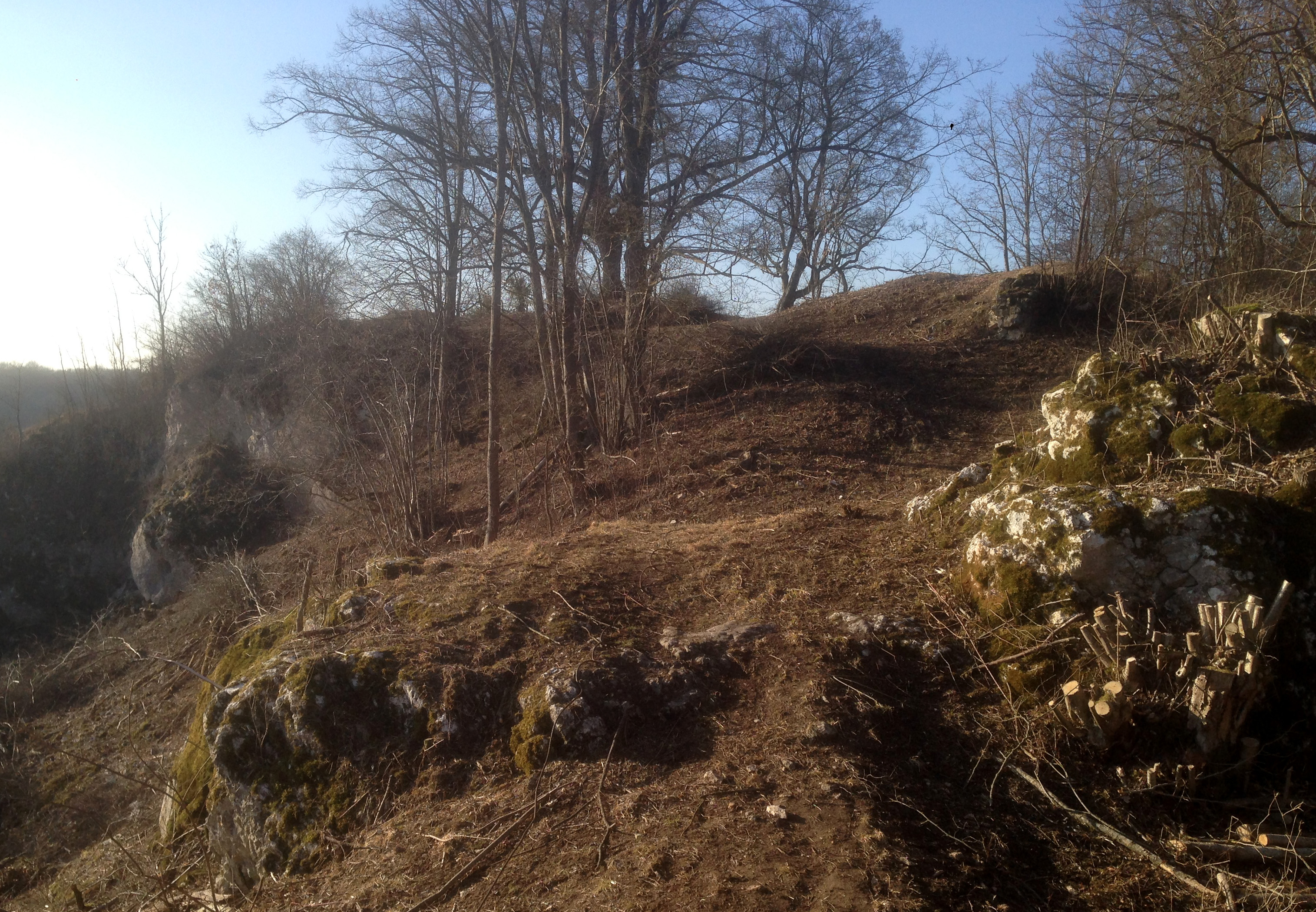
Burgstall aus östlicher Richtung
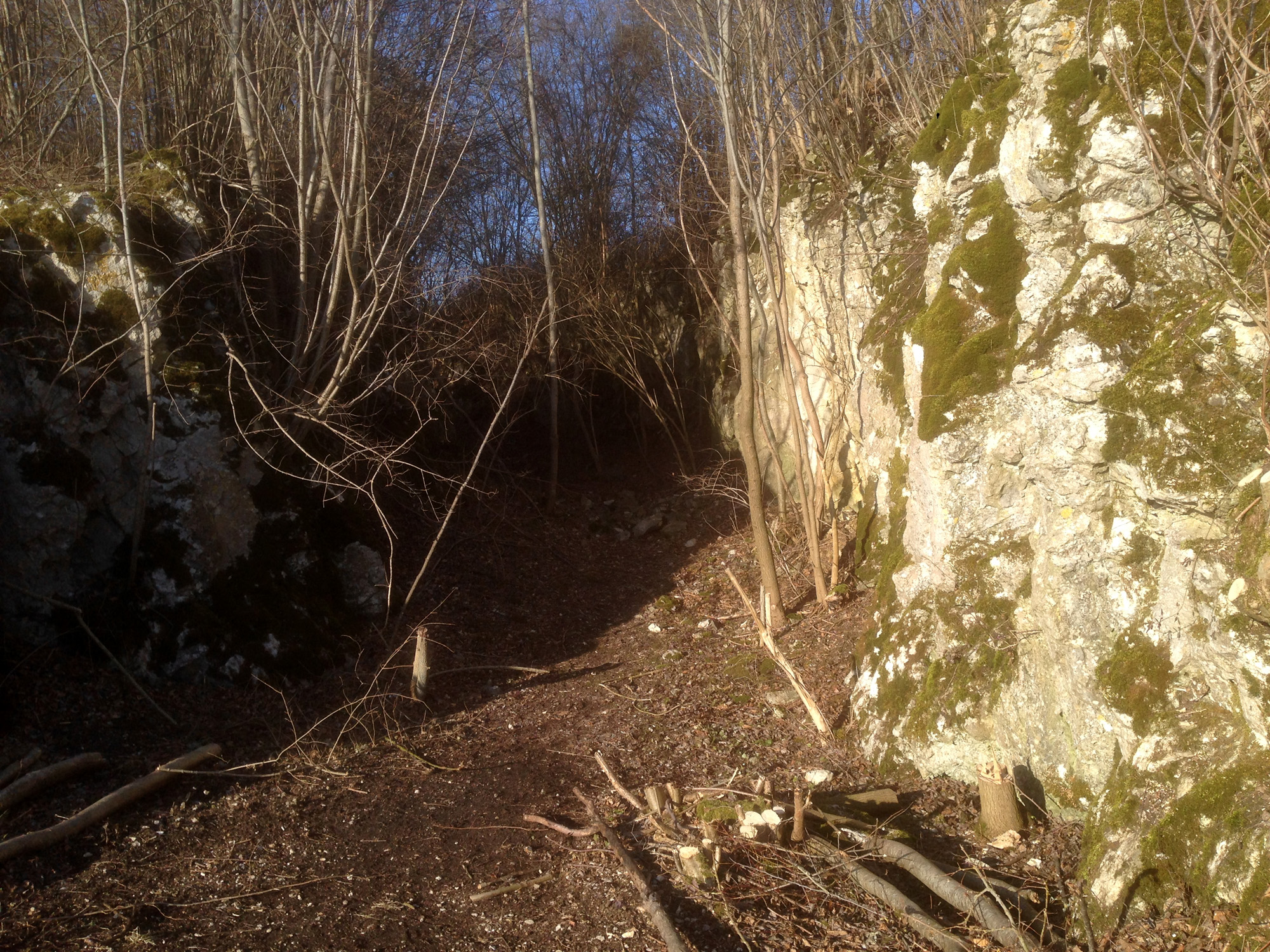
Halsgraben
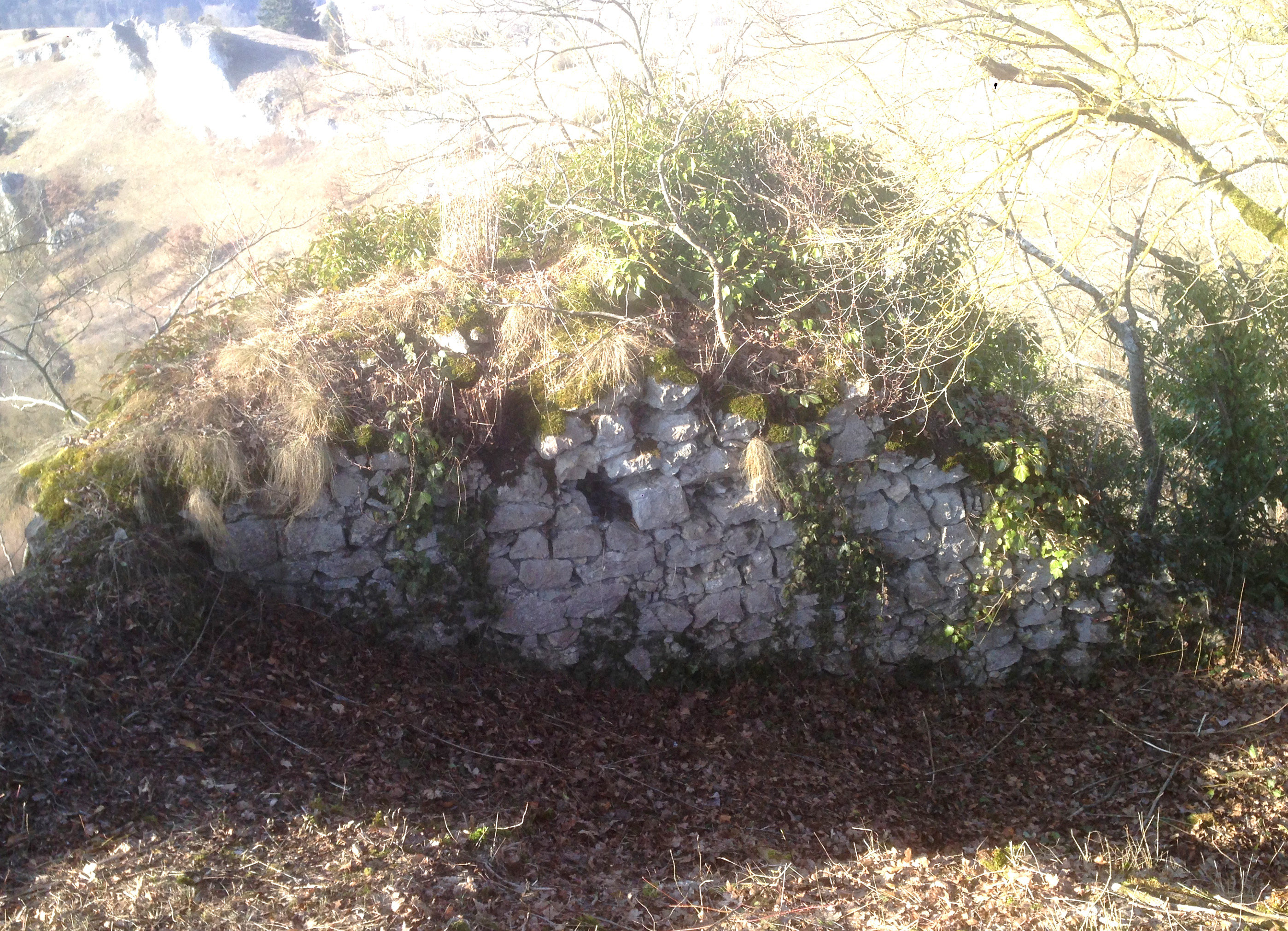
Mauerreste
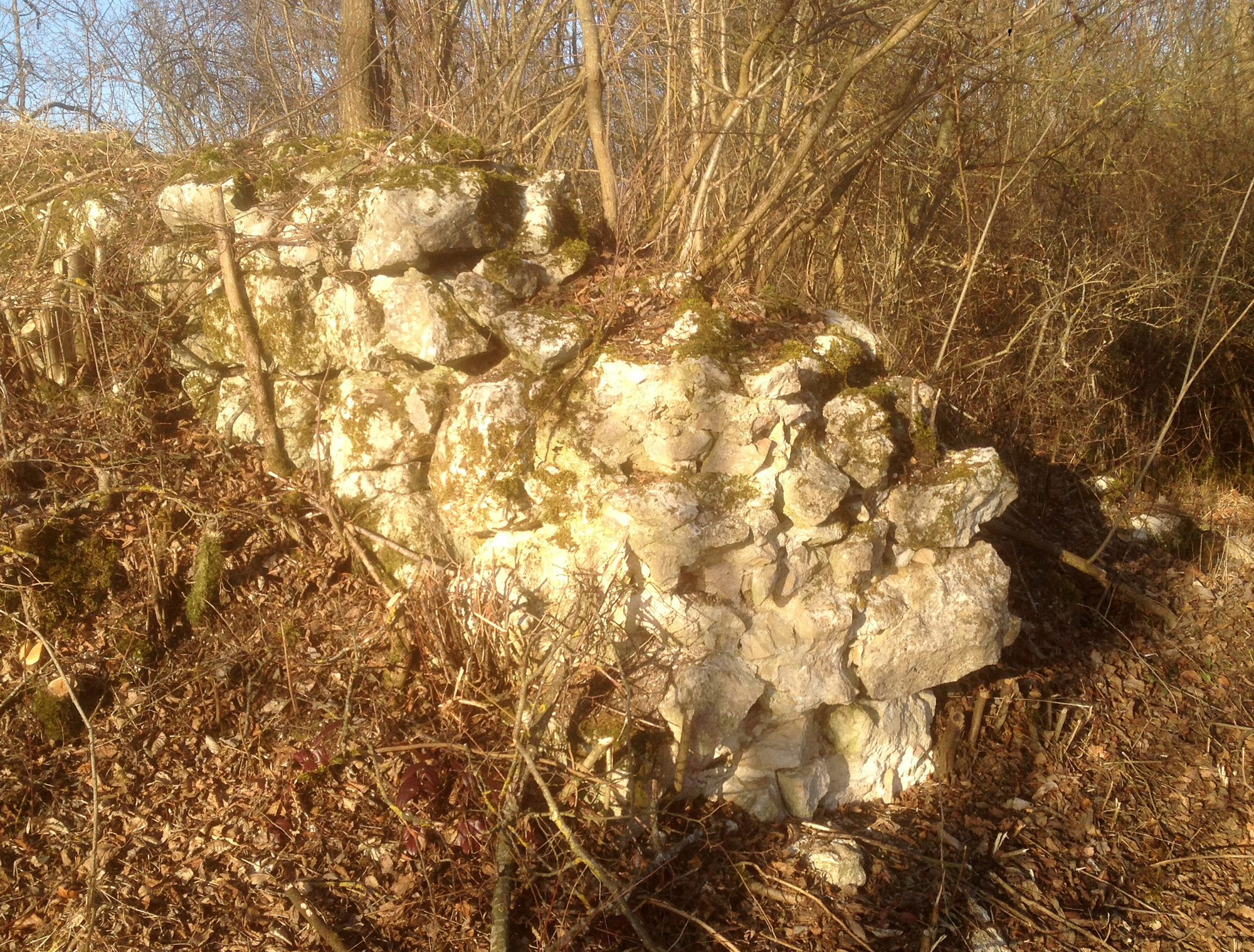
Mauerreste